# Hello Goodbye (film, 2008)
Pour les articles homonymes, voir Hello Goodbye.
Ne doit pas être confondu avec Hello Goodbye (film, 2007).
Pour plus de détails, voir Fiche technique et Distribution.
Hello Goodbye est un film français de 2008 réalisé par Graham Guit avec Gérard Depardieu et Fanny Ardant. Le film est tourné à la fois en Israël et en France et suit la vie d'un couple juif dont les membres essayent de découvrir leur identité, leurs racines et le sens d'être juif.

## Synopsis
Gisèle et Alain Gaash forment un couple de quinquagénaires bourgeois parisiens, Juifs assimilés. À la demande de Gisèle et à la stupeur de leur famille et amis, ils décident du jour au lendemain de faire leur alya en Israël.
Après la phase euphorique du début, de sérieux problèmes viennent assombrir leur idéal : leur cadre s'est échoué en mer[Quoi ?], arnaqués par un agent immobilier véreux, ils sont obligés d'habiter dans un modeste logement, et Alain, gynécologue obstétricien réputé, à qui une connaissance avait promis un poste dans un hôpital israélien, doit pour survivre assurer le nettoyage de voitures pour un grand hôtel en attendant ce très hypothétique emploi. De son côté, Gisèle s'épanouit spirituellement et semble peu touchée par les déconvenues matérielles largement compensées par l'amour de la terre et de la solidarité que leur témoigne les habitants. Le couple croyant s'être perdu s'est en fait retrouvé en terre d’Israël...

## Fiche technique
- Titre original : Hello Goodbye
- Réalisation : Graham Guit

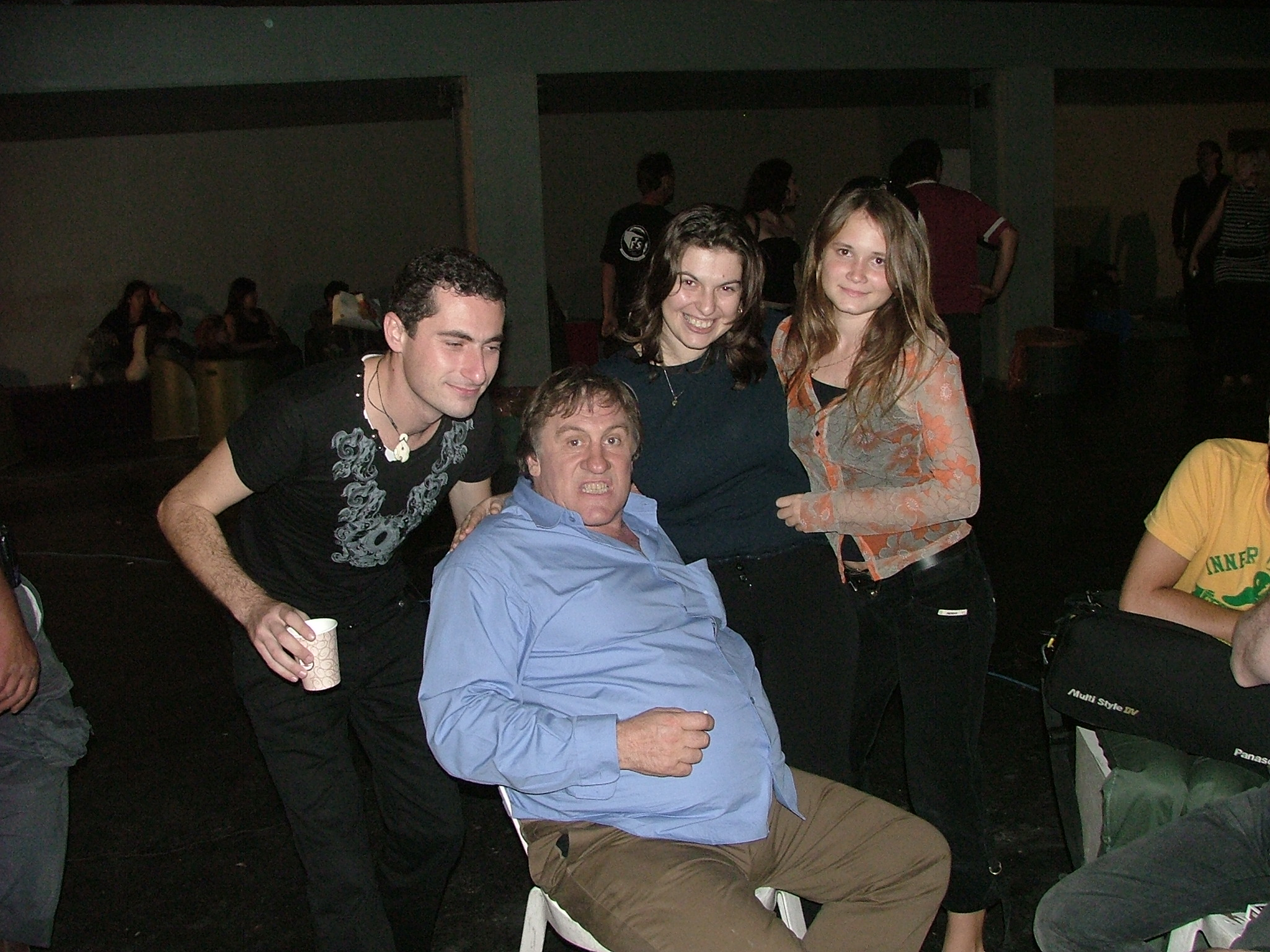
Gérard Depardieu sur le tournage du film.

- Scénario : Graham Guit et Michael Lellouche
- Photographie : Gérard Stérin
- Son : Dominique Levert
- Décors : William Abello
- Costumes : Nathalie Du Roscoät
- Montage : Marie-Blanche Colonna
- Durée : 99 min
- Pays :  France
- Date de sortie : 
  - France : 26 novembre 2008

## Distribution
- Fanny Ardant : Gisèle
- Gérard Depardieu : Alain
- Jean Benguigui : Simon Gash
- Manu Payet : Shapiro
- Gilles Gaston-Dreyfus : Siletsky
- Lior Ashkenazi : Yossi
- Sasson Gabai : le chef de la police
- Jean-Michel Lahmi : Saint-Alban
- Muriel Combeau : Mme Saint-Alban
- Clémentine Poidatz : Gladys
- Julien Baumgartner : Nicolas
- Françoise Christophe : la mère d'Alain
- Claudine Baschet : la grand-mère
- Jean-François Elberg : M. Sapin
- Alix de Konopka : Mme Gash
- Jean-Claude Jay : le père d'Alain
- Jacques Herlin : l'oncle Albert